# Бантамское президентство
Бантамское президентство — президентство, учрежденное Английской Ост-Индской компанией на базе фактории Бантам на острое Ява. Образованное в 1617 году президентство управляло факториями в Индии, включая агентства в Мадрасе, Мачилипатнаме и Сурате. Бантам сыграл ключевую роль в создании в 1963 году колонии Мадраспатнам с фортом Сент-Джордж, которая впоследствии выросла в современный город Ченнаи. Президентство дважды теряло свой статус, сначала в 1630 году с последующим восстановлением в 1634 году, и второй раз — в 1653 году, когда из-за угрозы со стороны голландских торговцев статус президентства был передан Мадрасу. Бантам оставался в подчинении Мадраса, а затем Сурата, до 1680-х годом, когда торговля была перенесена в Бенкулу на Суматре. Фактория в Бантаме существовала до 1824 года, когда по англо-голландскому договору все британские колонии в Ост-Индии были переданы голландцам в обмен на признание британского главенства над Малайским полуостровом.

## История
В декабре 1602 года флотилия Ост-Индской компании под командованием Джеймса Ланкастера достигла Бантама. Англичане вступили в переговоры с султаном Бэнтама о торговле перцем и создании поселения. В итоге была открыта фактория с восемью торговыми агентами, которую возглавили Уильям Старки в качестве губернатора Томас Морган в качестве и его заместителя. Бантам стал одним из старейших приобретений Ост-Индской компании, опередившим создание всех индийских колоний. В апреле 1603 года семеро из восьми агентов скончались, в июле умер и сам Старки. Обязанности губернатора исполнял Эдмунд Скотт. Когда вторая экспедиции под командованием Генри Мидлтона прибыла в Бантам и Скотт был утверждён в должности губернатора, он оставался последним выжившим членом первой экспедиции. Болезни и нападения голландцев омрачали первые годы существования колонии. После Скотта пост губернатора занял Джон Сейрис, известный как второй после Уильяма Адамса англичанин, ступивший на берег Японии.
После успешных переговоров с могольским императором Джахангиром Ост-Индская компания получила право беспрепятственной торговли в Индии и открыла фактории в Мачилипатнаме в 1610 году и Сурате в 1612 году. Но Бантам оставался их основным владением, хотя Сурат быстро превзошёл его по важности, вдобавок усилив позиции благодаря победе англичан над португальцами в битве при Сували (1615). В 1617 году позиции Бантама усиливается: губернатор становится президентом, под контроль которого переходят все английские фактории в Юго-Восточной Азии и Индии, в том числе Мачилипатнам и Сурат. Два года спустя, в 1619 году, англичане подписали с голландцами «Договор о защите», в котором согласились не нападать друг на друга.
Однако вскоре после заключения мира военные действия вновь возобновились, и тогдашний президент Бантама, Гэбриэл Тауэрсон, в феврале 1623 года был пленён голландцами и казнен. За этим последовала крупномасштабная атака на все английские поселения в Юго-Восточной Азии. К 1624 году англичане были вынуждены покинуть Ост-Индию, Малайский полуостров и Сиам. Фактория Бантам была восстановлена в 1629 году, но уже в подчинении Сурату. Бантам оставался агентством в составе Суратского президентства до 1634—1635 года, когда вернул прежний статус президентства.
В 1628 году английские торговые агенты в Мачилипатнаме были вынуждены перебраться в факторию Армагаон, которую они основали в 1625—1626 годах, из-за возросшей угрозы со стороны султана Голконды. Агентство Мачилипатнам было восстановлено в 1632 году, а фактория Армагаон пришла в упадок из-за плохого климата. Вынужденный искать лучшее место для деятельности, агент из Мачилипатнама Френсис Дэй обосновался в находившемся южнее Мадраспатнаме и в 1639 году и заключил соглашение с раджой Чандрагири о создании фактории. В следующем году фактория из Армагона была переведена в Мадраспатнам, было создано агентство во главе с Эндрю Коганом. В 1644 году здесь был построен форт Сент-Джордж.
С ухудшением англо-голландских отношений фактория Бантам была покинута, а статус президентства в 1653 году передан Мадрасу. Хотя фактория в Бантаме была частично восстановлена, в дальнейшем её деятельность неуклонно сворачивалась. В 1682 году её захватили голландцы, но спустя три года англичане вернули Бантам под свой контроль. В то же время торговля специями переместилась в Бенкулен на Суматре. Голландцы вновь завладели Бантамом, однако позволили английским торговцам продолжать деятельность. Окончательно фактория была передана голландцам в 1824 году в соответствии с Англо-голландской конвенцией 1824 года.

## Агентства
На момент создания Бантамского президентства в 1617 году в его подчинение перешли два агентства: Мачилипатнам и Сурат. Дальнейшая хронология подчинённых Бантаму агентств следующая:
- Мачилипатнам (1610—1629, 1634—1653)
- Паттани (1610—1623)
- Петтиполли
- Моха (1618)
- Джаск (1619)
- Макассар
- Ачин
- Агра (1620)
- Патна (1620)
- Ормуз (1622)
- Армагаон (1625—1653)
- Татта (1634)

## Список губернаторов Бантама
- Уильям Старки (1602—1603)
- Эдмунд Скотт (1603—1605)
- Джон Сейрис (1605—1609)
- Августин Сполдинг (1609)
- Хенуорт (1609—1610)
- Эдвард Нидлз (1610)
- Ричард Вудиз (1610—1614)
- Джон Журден (1614—1615)
- Джордж Беркли (1615—1617)

## Список президентов
- Джордж Болл (март 1617—сентябрь 1618)
- Джон Джексон (1618—1619)
- Джон Пауэлл (1619)
- Гэбриэл Тауэрсон (1619—1622)
- Джордж Уиллоуби (1624—1630, 1632—1636)
- Роберт Кулсон (1636—1639)
- Аарон Бэйкер (1639—1641)
- Ральф Картрайт (1641—1646)
- Аарон Бэйкер (1646—1649)
- Фредерик Скиннер (1649—1652)